# Hör hur sabbatsklockan ljuder
Hör hur sabbatsklockan ljuder är en psalm, med text skriven 1872 av Fredrik Engelke och musik skriven 1752 av Jean-Jacques Rousseau Texten bearbetades 1883 och 1986 av Gunnar Melkstam.

## Publicerad i
- Psalmer och Sånger 1987 som nr 585 under rubriken "Att leva av tro - Kallelse".[1]